# W gli sposi
W gli sposi è un film TV del 2019 diretto da Valerio Zanoli.
Girato tra il 2016 e il 2017, è l'ultimo film interpretato da Paolo Villaggio, Gianfranco D'Angelo e Lando Buzzanca.

## Trama
Maria e suo cognato Mario, quest'ultimo di nobili origini, partono da Milano per un piccolo villaggio rurale degli Stati Uniti, per il matrimonio di Chris, figlio di Maria. Arrivati a destinazione i due scoprono che Chris è gay e ha deciso di sposare il suo compagno Michael. Entrambi vivono felicemente in una fattoria e la mamma di Michael, Rosetta, gestisce un ristorante italiano nel centro della piccola cittadina. Maria e Mario prendono male la notizia e cercano in tutti i modi di far saltare le nozze, finché Maria capisce l'importanza di mettere la felicità di suo figlio al primo posto. A questo punto, insieme a Rosetta e Chanel, la migliore amica di Chris e Michael, dovrà cercare di far cambiare idea anche a Mario. Nel corso della loro avventura, Maria e Mario sono seguiti a distanza, tramite tablet, dalla loro guida psicologica, il Dr. Schultze, e da quella spirituale, il gruppo formato dal Reverendo, il Sacrestano, Suor Clementina e Don Celestino.

## Distribuzione
Il film è stato distribuito tramite la piattaforma streaming Prime Video e trasmesso su Canale 5 in prima visione il 20 dicembre 2019.